# Vrbnik (żupania szybenicko-knińska)
Vrbnik – wieś w Chorwacji, w żupanii szybenicko-knińskiej, w gminie Biskupija. W 2011 roku liczyła 447 mieszkańców.